# Tomikawa Seikei
Tomikawa Ueekata Seikei (富川 親方 盛奎) (28 novembre 1832 – juillet 1890) aussi connu sous son nom de style chinois Mō Hōrai (毛 鳳来), est un aristocrate et fonctionnaire du gouvernement du royaume de Ryūkyū. Il est membre du Sanshikan de 1875 à 1879.